# Balázs Máté
Balázs Máté (* 1965 in Budapest) ist ein ungarischer Cellist und Pädagoge, der im Bereich historische Aufführungspraxis tätig ist.

## Leben und Wirken
Balázs Máté begann im Alter von acht Jahren mit dem Erlernen des Cellospiels. Von 1979 bis 1983 studierte er am „Béla Bartók Musikgymnasium“ bei László Szilvásy und von 1983 bis 1988 an der Franz-Liszt-Musikakademie in Budapest, bei Tamás Koó Cello und bei György Kurtág und Ferenc Rados Kammermusik. Das Diplom legte er mit Auszeichnung ab. Von 1985 bis 1992 war er Mitglied der „Ungarischen Nationalphilharmonie“. Von 1990 bis 1992 studierte er Barockcello am Königlichen Konservatorium in Den Haag (Jaap ter Linden) und legte er das Diplom als Aufführender Musiker ab. Er nahm Anfang der 1990er Jahre an Kammermusikkursen bei Nikolaus Harnoncourt am Salzburger Mozarteum teil. Er wurde Gründungsmitglied des Barockorchesters „Concerto armonico“ und des „Trio Cristofori“, 1996 gründete er das Barockensemble „Aura musicale“, dessen Leiter er ist.
Nach abgeschlossenem Studium des Barockcellos begann er seine internationale Tätigkeit. Als Solocellist tritt er mit international bekannten Barockorchestern auf, wie dem „Le Concert des Nations“ (Jordi Savall), der „Wiener Akademie“ (Martin Haselböck), Les Musiciens du Louvre (Marc Minkowski), der Neuen Hofkapelle München (Christoph Hammer), dem Kammerensemble „The Rare Fruits Council“ an der Seite von Manfredo Kraemer und Pablo Valetti, der Cappella Mediterranea (Leonardo García Alarcón) oder dem Ensemble Harmonie Universelle (Florian Deuter), dem Concentus Musicus Wien (Nikolaus Harnoncourt). Etwa 2002 gründete er mit László Paulik, Erzsébet Rácz und Éva Posvanecz das „Quartetto Luigi Tomasini“. Sein Österreich-Debüt hatte er im Jahr 2000 im großen Saal des Wiener Musikvereins mit dem 1. Cellokonzert in C-Dur und der Sinfonia concertante in B-Dur von Joseph Haydn unter der Leitung von Christopher Hogwood. Als Continuospezialist ist er bei Oratorien- und Opernaufführungen sehr gefragt. Er wurde 2010 mit dem Liszt-Preis, dem ungarischen Staatspreis für besondere Verdienste im Musikleben ausgezeichnet. Als Solist hat er in fast allen europäischen Ländern und Übersee konzertiert. Für Hungaroton hat er zahlreiche CD-Einspielungen (darunter viele Weltpremieren) als Cellosolist sowie Leiter von Aura Musicale realisiert. Mit diesem Ensemble gastiert er regelmäßig in ganz Europa und hat auch Oratorien- und Opernaufführungen dirigiert.
Balázs Máté spielt auf barockem und modernem Violoncello, Violoncello piccolo und dem Basse de Violon. Seit 2004 ist er Cellolehrer beim Barockorchester der Europäischen Union (EUBO) und von 2010 bis 2012 war Balázs Máté Professor für Barockcello an der Musikhochschule Leipzig. ’ Seit 2024 leitet er als Universitätslehrer die Barockcelloklasse der Anton Bruckner Privatuniversität in Linz.

## Diskografie (Auswahl)
als Solist und Leiter von Aura Musicale:
- Carl Philipp Emanuel Bach: Die 3 Cellokonzerte (Hungaroton, 1992)
- Johann Sebastian Bach: Die 6 Suiten für Violoncello Solo und Partita für Violoncello piccolo (Hungaroton, 2000)
- Giuseppe Valentini: 7 Bizzarrie per camera, Op. 2 (Hungaroton, 2000)
- Carlo Tessarini: Contrasto armonico, Op. 10 (Hungaroton, 2001)
- Giovanni Battista Cirri: 6 Cellokonzerte, Op. 14 (Hungaroton, 2002)
- Christoph Willibald Gluck: Die 7 Triosonaten (Hungaroton, 2003)
- Emanuel Siprutini: Sonaten 1–6 für Cello und B. c. (Hungaroton, 2004)
- Johann Sigismund Kusser: "Le Festin des Muses" – Orchestersuiten 1–3 (Hungaroton, 2005)
- Anton Kraft: 3 Cellosonaten, Op. 1, Grand Duo, Op. 5 (Hungaroton, 2005)
- Salvatore Lanzetti: Sonaten 1–6 für Cello und B. c. (Hungaroton, 2006)
- Carlo Tessarini: Introducioni a 4, Op. 11 (Hungaroton, 2007)
- Johann Sigismund Kusser: "Le Festin des Muses" – Orchestersuiten 4–6 (Hungaroton, 2008)
- Franz Danzi: 4 Duos für Viola & Cello, mit Éva Posvanecz (Hungaroton, 2009)
- Johann Sigismund Kusser: Two Serenatas for the Dublin Court (Hungaroton, 2010)
- Gregor Joseph Werner: „Musikalischer Kalender“ mit dem Ensemble Aura Musicale (Hungaroton, 2011)

mit dem Quartetto Luigi Tomasini:
- Luigi Tomasini: 3 Streichquartette (Hungaroton, 2004)
- Wolfgang Amadeus Mozart: 3 Sonaten für Streichquartett – Transkriptionen von I. Pleyel (Hungaroton, 2005)
- Wolfgang Amadeus Mozart: 3 Sonaten für Streichquartett – Transkriptionen von J. André (Hungaroton, 2008)
- Ignaz Pleyel: 3 Streichquartette, Op.11 (Hungaroton, 2008)